# Islas de Sotavento (Cabo Verde)
Las islas de Sotavento son uno de los dos grupos de islas del archipiélago de Cabo Verde, localizado en el océano Atlántico frente a la costa noroccidental de África. 
El grupo comprende las siguientes islas (de este a oeste): 
- Maio, con 265 km² y una población de 6.952 habitantes (2010);[1]
- Santiago, con 991 km² y 274.044 hab.;
- Fogo, con 476 km² y 37.071 hab.;
- Brava, con 67 km² y 5.995 hab.;

Además de las mencionadas islas, hay varios islotes próximos, como el islote de Santa Maria, frente a la ciudad de Praia, en la isla Santiago; y los  islotes Grande, de Cima, do Rei, Luís Carneiro, Sapado y  Areia, junto a las costas de la isla Brava.
Las restantes islas de Cabo Verde forman parte de las islas de Barlovento.